# Vaccinazione ad anello
La vaccinazione ad anello è una strategia per inibire la diffusione di una malattia vaccinando solo coloro che hanno maggiori probabilità di essere infettati.

## Uso medico
Quando qualcuno si ammala, le persone che potrebbero essere infettate vengono vaccinate . A seconda di quanto facilmente si diffonda la malattia, i contatti che potrebbero essere stati infettati potrebbero includere familiari, vicini e amici. È possibile vaccinare diversi strati di contatti (i contatti, i contatti dei contatti, i contatti dei contatti del contatto, ecc. ).
La vaccinazione ad anello richiede che si risalga ai contatti dell'infettato, per capire chi è probabile che una persona può infettare o abbia infettato. Questo può essere difficile e in alcuni casi, è preferibile vaccinare chiunque all'interno dell'area in cui le persone si sono ammalate (vaccinazione mirata geograficamente). Se esiste uno stretto confine della comunità geografica, potrebbe essere preferibile vaccinare l'intera comunità in cui è comparsa la malattia, piuttosto che tracciare esplicitamente i contatti.
Molti vaccini impiegano diverse settimane per indurre l'immunità e quindi non forniscono protezione immediata. Tuttavia, anche se alcuni dei contatti della persona malata sono già infetti, la vaccinazione ad anello può impedire la trasmissione del virus ai contatti dei contatti malati. Alcuni vaccini possono proteggere anche se vengono somministrati subito dopo l'infezione; la vaccinazione ad anello è in qualche modo più efficace per i vaccini che forniscono questa profilassi post-esposizione.

## Vantaggi
Nel rispondere a un possibile focolaio, i responsabili sanitari dovrebbero considerare quale sia la strategia di vaccinazione migliore tra la vaccinazione ad anello o la vaccinazione di massa. In alcuni focolai, potrebbe essere meglio vaccinare solo quelli direttamente esposti; fattori variabili (come i dati demografici e il vaccino disponibili) possono rendere più sicuro un metodo o l'altro, con meno persone che manifestano effetti collaterali quando lo stesso numero è protetto dalla malattia.

## Storia
La vaccinazione ad anello è stata utilizzata per l'eradicazione del vaiolo.
Fu anche usato sperimentalmente nell'epidemia del virus Ebola nell'Africa occidentale .
Nel 2018, le autorità sanitarie hanno utilizzato una strategia di vaccinazione ad anello per cercare di sopprimere l'epidemia di Ebola della provincia dell'Equateur del 2018. Ciò ha comportato la vaccinazione solo di coloro che hanno maggiori probabilità di essere infettati; contatti diretti di individui infetti e contatti di tali contatti. Il vaccino usato era rVSV-ZEBOV.
La vaccinazione ad anello è stata ampiamente utilizzata nell'epidemia Ebola a Kivu del 2018, con oltre 90.000 persone vaccinate. Nell'aprile 2019, l'OMS ha pubblicato i risultati preliminari della ricerca con la sua ricerca, in associazione con l'Institut National pour la Recherche Biomedicale della RDC, sull'efficacia del programma di vaccinazione ad anello, affermando che il vaccino rVSV-ZEBOV-GP era stato 97,5 % efficace nell'arrestare la trasmissione di Ebola, rispetto a nessuna vaccinazione.